# فرودگاه لازارو کاردناس

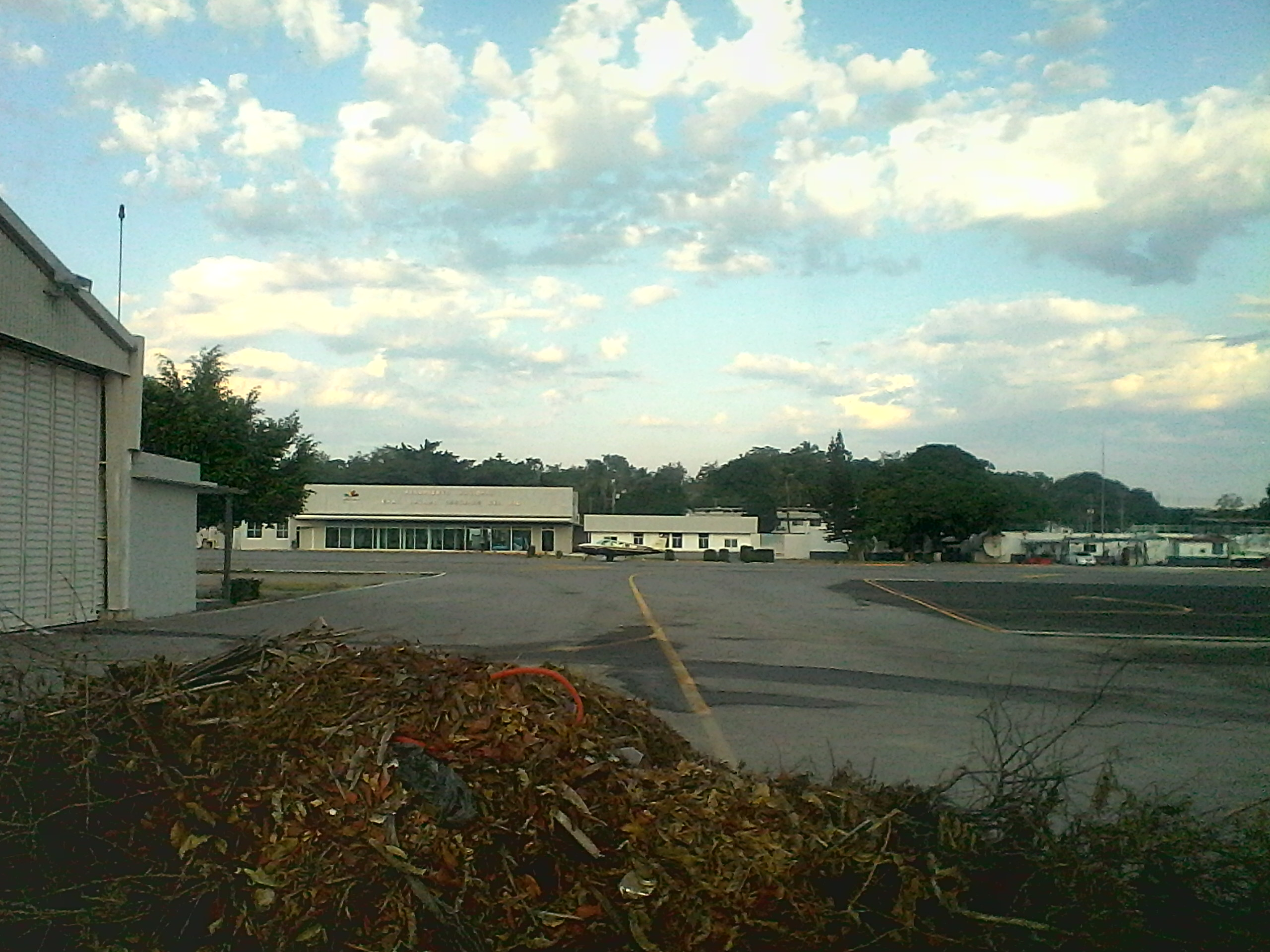
فرودگاه بازارچه کاردناس

فرودگاه لازارو کاردناس  (به انگلیسی: Lázaro Cárdenas Airport) یک فرودگاه همگانی مسافربری با کد یاتا LZC است که یک باند فرود آسفالت دارد و طول باند آن ۱۴۹۴ متر است. این فرودگاه در کشور مکزیک قرار دارد و در ارتفاع ۱۲ متری از سطح دریا واقع شده است.